# Strana svobodné půdy
Strana svobodné půdy (anglicky: Free Soil Party) byla americká politická strana existující v letech 1848 až 1854, která byla v americkém politickém systému tzv. třetí stranou. Její vedení sestávalo z bývalých protiotrokářsky smýšlejících členů strany Whigů a Demokratické strany. Programově se strana stavila „proti šíření otrokářství do nových teritorií a požadovala půdu pro bílé novousedlíky a propagovala regulaci řek a stavbu říčních přístavů.“ V otázce rasové diskriminace pracovala na odstranění existujících zákonů, které diskriminovaly osvobozené Afroameričany ve státech, jako je Ohio. Heslem strany bylo: „svobodná půda, svobodný projev, svobodná práce a svobodní lidé.“
V letech 1848 a 1852 nasadila své kandidáty do prezidentských voleb, kterými byli bývalý prezident Martin Van Buren, respektive John P. Hale. Ani jednomu z kandidátů se nepodařilo ve volbách uspět a shodně skončili na druhém místě (Van Burenovi se podařilo získat pouze 10 % hlasů).
Po zániku strany přešla většina jejích členů do Republikánské strany.